# Пројектор
Пројектор је уређај који шаље слику преко светлосног снопа на било коју површину (обично платно или зид). На истом уређају се врши трансформација електричног импулса у основне боје, које се мешају у зависности од боја снимљених објеката.

## Галерија
- Пројектор 9,5 mm Pathe Super PB - Ex